# Liberalismens historia
Ordet liberal började användas i sin nuvarande politiska betydelse omkring 1820. Den första att använda ordet i denna betydelse var Benjamin Constant. Det kommer av latin liberalis, som betyder "värdig en fri människa", med mera. Detta motsvarar ganska väl det svenska ordet "frisinnad". Dessförinnan hade det till exempel av Shakespeare använts i betydelsen grovkornig och ekivok, som i Hamlet (fjärde aktens sjunde vers):
"of nettles, crowflowers, daisies and long purples / that liberal shepherds give a grosser name / but our cold maidens do dead mens fingers call them"

## Framkomsten av det liberala tankesättet
Som ideologi har liberalismen sin rot i de humanistiska tankar som uppstod under renässansen för att utmana den makt som kyrkan hade vid den tiden, samt partiet Whigs i Storbritannien, som efter den "Ärorika revolutionen" 1688, hävdade sin rätt att välja sin kung. Men de riktigt liberala rörelserna har sin egentliga början under upplysningstiden med franska filosofer, Whig-partiet i England och de amerikanska koloniernas självständighetskamp. Dessa motsatte sig en absolut kungamakt, merkantilism och kyrkligt maktinflytande. De formulerade koncepten om individens rättigheter samt betydelsen av självbestämmelse genom valda representanter.

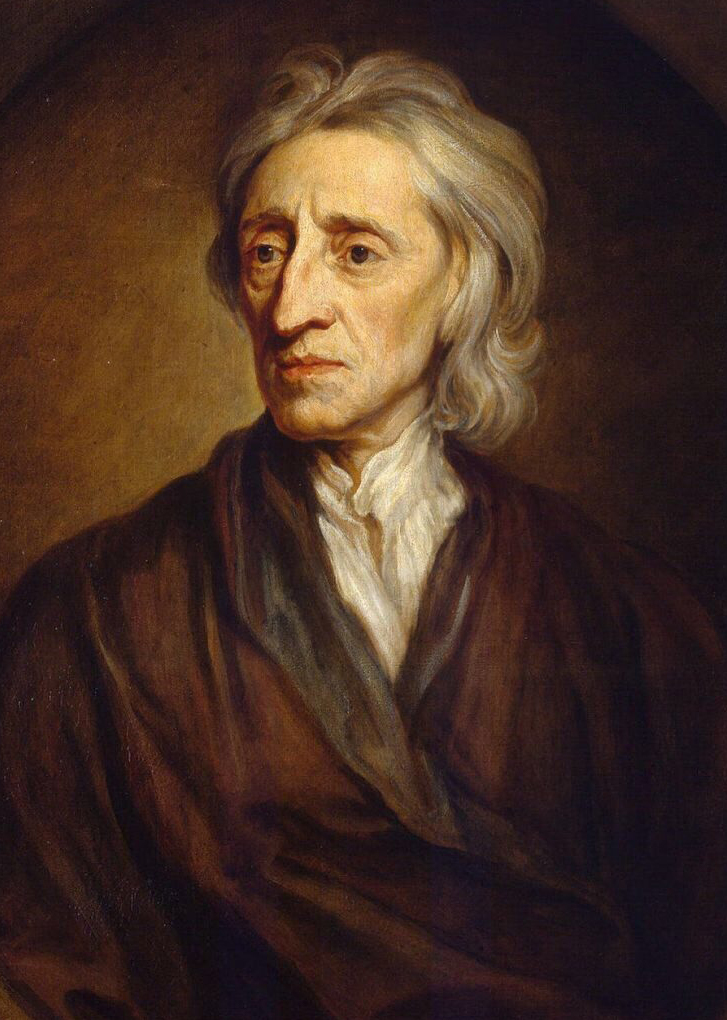
John Locke.

Det stora brottet med det förflutnas samhälle var tanken att fria individer kan bilda grunden för ett stabilt samhälle. Detta tankesätt är till största delen baserat på böcker av engelsmannen John Locke (1632–1704), som i sin bok Two Treatises on Government fastställer två grundläggande liberala idéer: ekonomisk frihet, i meningen rätten till att äga och bruka mark, och intellektuell frihet. Locke utvecklade vidare en teori om naturrätten som han såg som liv, frihet och äganderätt. Denna teori var en tidig föregångare till våra dagars tankar om mänskliga rättigheter. Däremot var tanken om äganderätt det viktigaste hos Locke och därför förespråkade han inte demokrati, då det enligt honom kunde inkräkta på rätten till privat ägande. Hans naturrättsteori gav ändå en ideologisk legitimitet till de amerikanska och franska revolutionerna.
Under den sena franska upplysningstiden var två figurer de mest dominerande. Den ene var Voltaire, som argumenterade för att Frankrike skulle införa en konstitutionell monarki och avskaffa adelsståndet. Den andre var Rousseau som argumenterade för människans naturliga rätt till frihet.

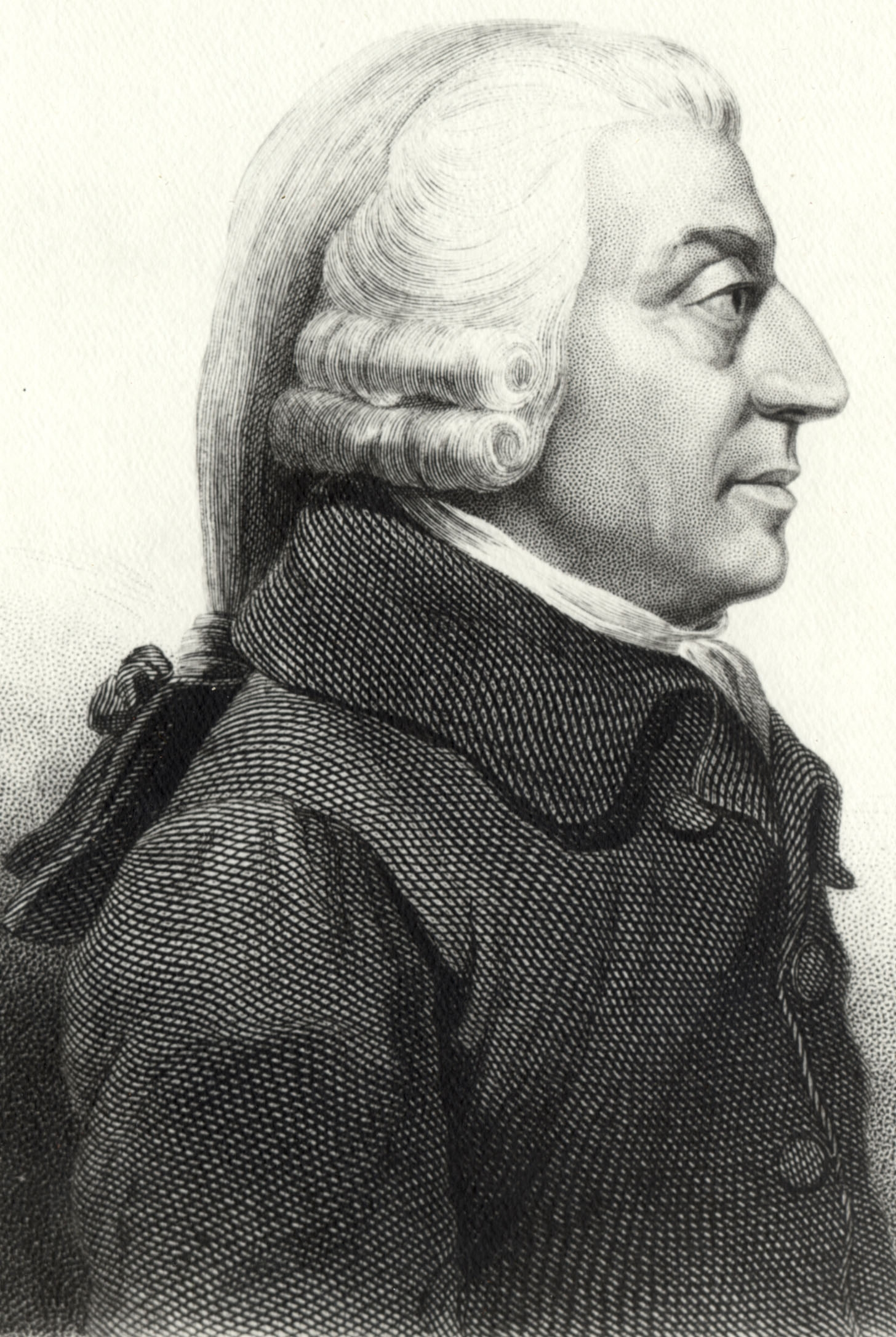
Adam Smith.

En grupp tänkare som kommit att bli en del av liberalismen är skottarna David Hume och Adam Smith, samt den tyske filosofen Immanuel Kant. David Humes viktigaste bidrag var tanken att fundamentala mänskliga beteenderegler skulle göra att människor vill nerkämpa alla försök att begränsa eller reglera dem. Han argumenterar för detta i sin bok A Treatise of Human Nature 1739–1740. Adam Smith är en av liberalismens största ekonomiska tänkare och han utvecklade tanken att individer kan uppbygga både ett moraliskt och ekonomiskt samhälle utan statlig inblandning och att nationer är som starkast när deras medborgare är fria att ta egna initiativ. Han förespråkade en avskaffande av feodala och merkantilistiska regleringar, så som statliga monopol och patent, och argumenterade för en stat fungerande enligt laissez faire-principen. I boken Theory of Moral Sentiments, 1759, utvecklade Smith en teori om motivation där han försökte förena människans självintresse med ett oreglerat samhälle. Hans mest kända bok är The Wealth of Nations (Nationernas välstånd), som utkom 1776, där han argumenterade för att marknaden kan, under särskilda förhållanden, reglera sig själv och därför skulle producera mer välstånd än starkt reglerade marknader, som var vanligt förekommande på Smiths tid. Han ansåg att statens verksamhet borde begränsas till att sköta uppgifter som inte drivs av vinstintresse, som till exempel förhindra monopolsituationer. Vidare menade han att staten endast bör ta ut skatt i sådan mängd att det inte skadar ekonomin.
Liberalismen började växa sig stark under 1800-talet, då den borgerliga medelklassen hade tagit makten genom såväl revolutioner i bland annat USA och Frankrike, som genom ökad ekonomisk makt. Dessa två revolutioner gjorde att även demokrati lades till som en grundläggande liberal värdering. Tanken att all makt utgår från folket och att det också är kapabelt att stifta nödvändiga lagar och genomdriva dem gick längre än upplysningstidens idéer. Definitionen på vad som är demokrati och vilka som ska få lov att rösta i en sådan har däremot skiftat över tid.

## Splittring inom liberalismen

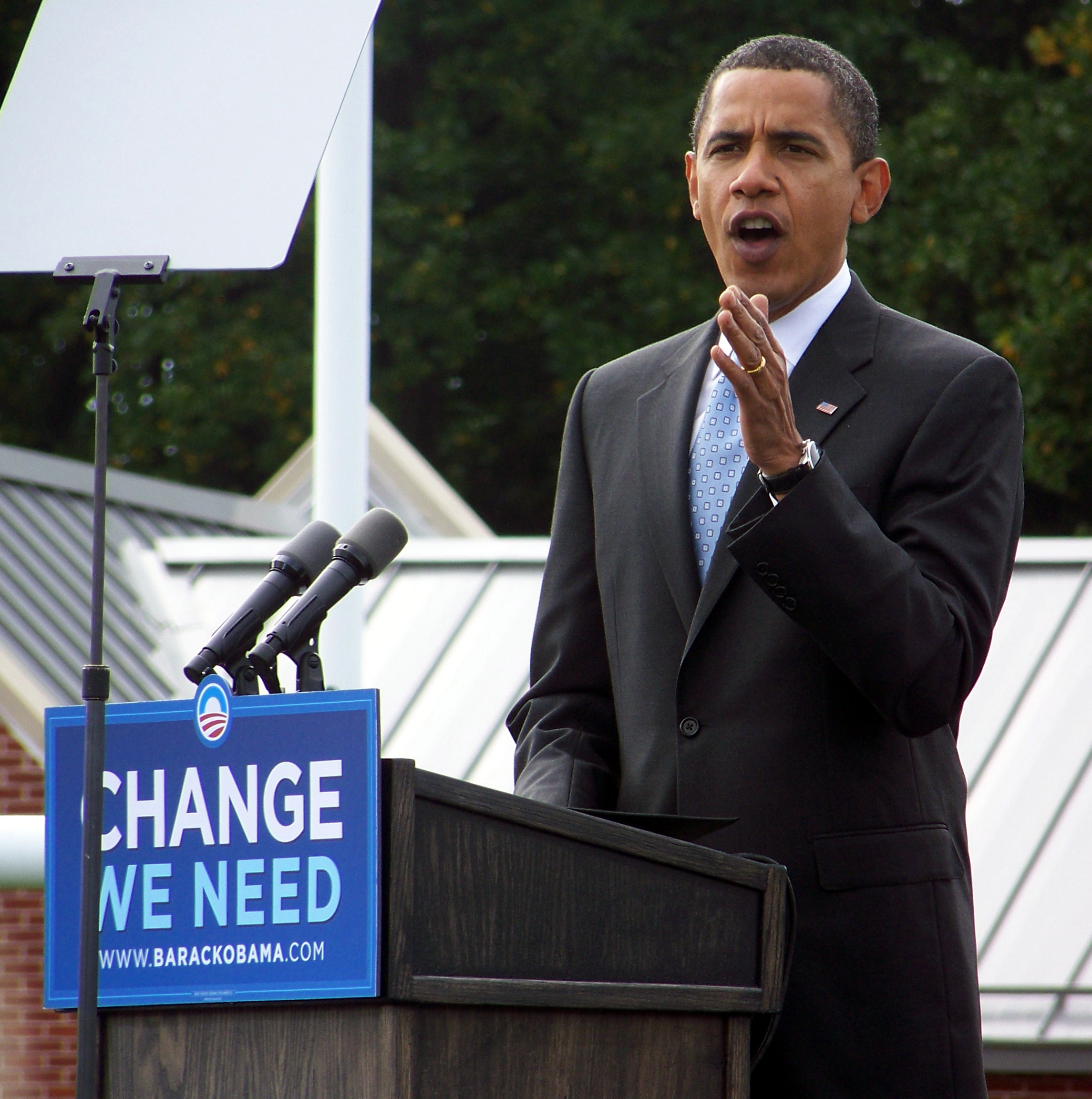
Barack Obama, USA:s president mellan 2008 och 2017, tillhör Demokratiska partiet, som idag brukar räknas som liberalt, ett begrepp som tolkas annorlunda än i Europa. Se liberalism i USA.

Den industriella revolutionen ökade det materiella välståndet, men vissa ansåg att liberalismen också skapade även stora klyftor i samhället tillsammans med andra problem som föroreningar, utanförskap, överbefolkning av städerna och barnarbete. De vetenskapliga framstegen gjorde att folk blev friskare och levde längre och tillsammans med den kraftiga befolkningsökningen skapade detta ett överskott av arbetare, vilket i sin tur kan ha lett till sänkta löner och försämrade levnadsförhållanden. Milton Friedman noterar däremot att befolkningsökningen kan ha lett till fler synbara fall av fattigdom hellre än en procentuell ökning av antalet fattiga. Däremot gjorde synbarheten av dessa missförhållanden att flera socialliberalt inriktade politiker krävde lagar mot barnarbete, minimilöner och ökad säkerhet för arbetare. Laisse faire-inriktade liberaler hävdade att dessa lagar skulle inkräkta på frihet, rätten till ägande och hindra den ekonomiska utvecklingen. Vidare trodde man att samhället skulle ordna dessa problem av sig själv, utan statlig inblandning. På så sätt uppstod den första striden inom den liberala ideologin. Å ena sidan de ekonomiska liberalerna (som nu kallas nyliberaler) som hävdade stark näringsfrihet och liten statlig inblandning. Å andra sidan socialliberalerna som hävdade lika möjligheter och en stat stor nog att beskydda medborgarna från ekonomiska eller naturliga motgångar för stora att klara av utan statlig inblandning.
I slutet av 1800-talet tyckte en allt större del av liberalerna att för att en individ ska vara helt fri, måste den kunna ha tillgång till allt som gör dess liv meningsfullt, som till exempel skydd från att utnyttjas och rätt till utbildning. 1911 utgav Leonard Trelawny Hobhouse boken Liberalism, som sammanfattade den nya liberalismen vilken accepterade viss statlig inblandning i ekonomin för att ge individerna en gemensam rätt till en jämlik fördelning.

## Politiska motståndare
Den huvudsakliga ideologiska motståndaren var till en början konservatismen, men efterhand som socialismen växte fram och blev stark, så övertog denna liberalismens huvudsakliga motpolsposition. Liberalismen betraktades från början som vänster, men kallas från socialistiskt håll "borgerlig vänster". Karl Marx polemiserade kraftigt mot liberalerna och kallade dem filantroper, människoälskare, och menade att de bara ville skyla över klassamhällets baksidor, inte göra något åt det egentliga problemet.

## Svensk liberal historia
Se även Liberalism i Sverige

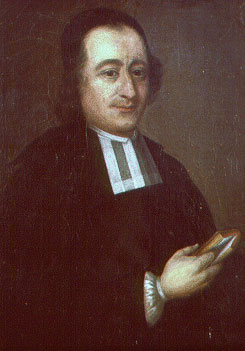
Anders Chydenius

Anders Chydenius från Österbotten i Finland brukar kallas den svenska liberalismens fader. Vid riksdagen 1765/1766 bidrog han till att införa Sveriges första tryckfrihetsförordning. Han verkade också för att utvidga den ekonomiska friheten.
Den svenska liberalismen fick ett uppsving under 1800-talet. Bland annat tidningen Aftonbladet (1830) hade från början starka liberala inslag. Under 1800-talet stod striden mellan konservativa och liberaler. Liberalerna arbetade för näringsfrihet, religionsfrihet och allmän rösträtt. I slutet av 1800-talet och början av 1900-talet arbetade både liberaler och socialister för rösträttsreformer. År 1846 avskaffades skråväsendet på landsbygden och år 1864 infördes total näringsfrihet i Sverige. Vid Reformmötena i Örebro 1849, 1850 och 1853 samlades liberaler från hela landet för att åstadkomma en rösträttsreform, och för att reformera ståndsriksdagen. Denna reform slutfördes slutligen, framdriven av Louis De Geer i och med representationsreformen år 1866.
Under 1900-talet blev socialdemokratin alltmer den ledande kraften i svensk politik, och liberalerna fick stå tillbaka. Ideologiskt kom dock ett uppsving under 1980- och 1990-talen, då många liberala reformer genomfördes inom finansväsendet, välfärdsstaten med mera.